# Radio del Combattente
La Radio del Combattente era un programma radiofonico speciale andato in onda per le forze armate italiane durante il periodo del fascismo.  Trasmesso su onde corte di metri 47.62 e 30.74, il periodo attivo del programma va dal 5 agosto 1942 almeno fino all'8 settembre 1943.
Il programma era riservato ai militari in combattimento, dislocati sui vari fronti. Gli esiti del progetto radiofonico furono brillanti in alcuni casi: l'obiettivo principale non solo era quello ludico e ricreativo, ma soprattutto riacquistare il consenso di persone che, inevitabilmente, avevano mutato il loro punto di vista sulla guerra. La pressione sui soldati era finalizzata ad alterare la percezione della guerra, permettendo di alleggerire la tensione e lo stress bellico. Andare incontro al sacrificio con "cuore allegro e sorriso sulle labbra", questo era lo spirito che doveva iniettare il programma radiofonico.

## Palinsesto
I contenuti transitavano dalla musica leggera alle opere, dalle canzoni popolari alla discussione su riviste e argomenti tratti dalle testate giornalistiche (sulle quali non mancava, di certo, la satira).
All'interno del programma alcuni inserti erano affidati ai maggiori giornali umoristici allora in voga:
- "Brivido" (Lunedì),
- "Guerin Meschino" (Martedì),
- "Marc'Aurelio" (Mercoledì),
- "Quattrocentoventi" (Giovedì),
- "Travaso" (Venerdi),
- "Bertoldo" (Sabato)